# 纳格拉姆
纳格拉姆（Nagram），是印度北方邦Lucknow县的一个城镇。总人口9218（2001年）。

## 人口
该地2001年总人口9218人，其中男性4743人，女性4475人；0—6岁人口1583人，其中男809人，女774人；识字率43.46%，其中男性为53.26%，女性为33.07%。